# Dagé

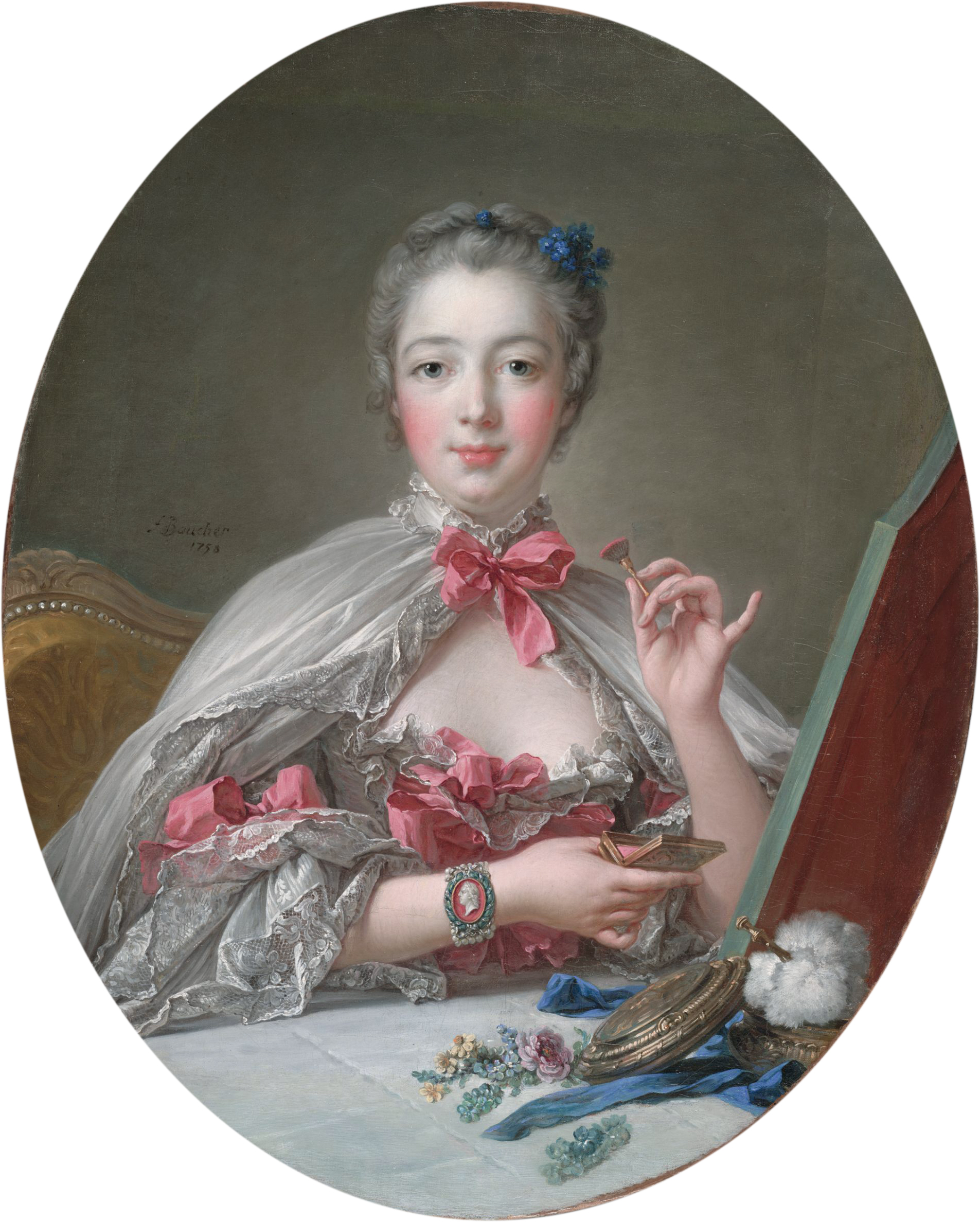
François Boucher: Madame de Pompadour, Dagés prominenteste Kundin, 1758.

Dagé oder Dager (* im 18. Jahrhundert in der Gascogne; † im 18. Jahrhundert)  war in der Zeit von König Ludwig XV. in Paris als Friseur tätig. Er war der Friseur zweier königlicher Mätressen, der Herzogin von Châteauroux und der Madame de Pompadour. Dagé gehörte mit Frison, dem Hoffriseur der Königin Maria Leszczyńska, zu den ersten prominenten Damenfriseuren Frankreichs.

## Leben
Bis zum Beginn des 18. Jahrhunderts war in Frankreich der Berufsstand der Friseure unbekannt. In der besseren Gesellschaft wurden die Herren von ihren Kammerdienern frisiert, und die Damen der Gesellschaft vertrauten ihre Köpfe den Kammerzofen an. Die einfache Bevölkerung war auf die Dienste der Barbiere und Perückenmacher angewiesen. Zu Beginn des 18. Jahrhunderts übernahmen männliche Perückenmachermeister das Frisieren der Damen an den Opernhäusern, ein erster Schritt auf dem Weg zum Beruf des Damenfriseurs. Der erste prominente Damenfriseur war Frison, der Hoffriseur von Ludwigs XV. Gemahlin Maria Leszczyńska.

### Friseur der Herzogin von Châteauroux
In dieser Situation trat ein „Virtuose des Lockenwickels“ auf den Plan, „der seinesgleichen nicht fand unter allen Nationen der frisierten Christenheit. Sein Kamm war berühmter als der Pinsel des Apelles oder der Meißel des Phidias. Er beherrschte die schwierige Kunst, eine Frisur dem Gesichtsausdruck anzupassen; er verstand es, dem Blick durch die Anordnung einer Haarlocke eine verführerische Note zu verleihen, und das Lächeln belebte er mit all der zusätzlichen Anmut eines Haarkrepps.“ Mit diesem ironischen Lobeshymnus huldigte der Memoirenschreiber Georges Touchard-Lafosse 1832 dem damals längst verstorbenen Dagé.
Der Historiker Eugène Louis Guérin bestätigte Dagés Ruf als Starfriseur:
„Dieser Dagé war sehr gefragt unter den Prinzessinnen von Geblüt und den ersten Damen des Hofs, die sich statt von ihren Kammerzofen nunmehr von diesem Perückenmacher frisieren ließen, der seinen Durchbruch als Modefriseur der Herzogin von Châteauroux verdankte. Dagé war ein hübscher junger Mann von angenehmer Gestalt und heiterem Charakter – und ein Gascogner.“
Demnach stammte Dagé aus der Gascogne, einer Region im Südwesten von Frankreich, deren Bewohner für ihre Schlitzohrigkeit bekannt waren. Er war offenbar nicht wenig eingebildet, eine Eigenschaft, die er mit Zunftkollegen wie Frison und Legros de Rumigny teilte. Er eilte in seiner eigenen, modernen Equipage zu seiner Kundschaft, „ohne seine Pferde zu schonen“, um all den Frisieraufträgen nachzukommen, mit denen man ihn überhäufte.
Ludwig XV. ernannte 1742 die Herzogin von Châteauroux zu seiner offiziellen Mätresse. Sie erwählte Dagé als ihren persönlichen Friseur. „Von einem Friseur erwartete man allerdings noch keine Kunstwerke. Man verlangte lediglich von ihm, das Haar zu pudern, ein paar adrette Locken anzulegen und das Ganze mit einem Rosensträußchen, einigen Diamanten oder einem Stückchen Tüll oder Spitze zu garnieren.“ Als die Herzogin von Châteauroux schon zwei Jahre später 1744 starb, hatte es Dagé als ihr Friseur bereits zu einer Berühmtheit in der Welt der Haarmode gebracht.

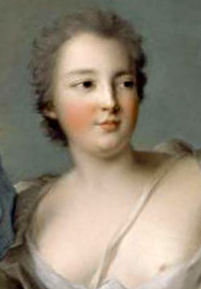
Herzogin von Châteauroux, 1740.
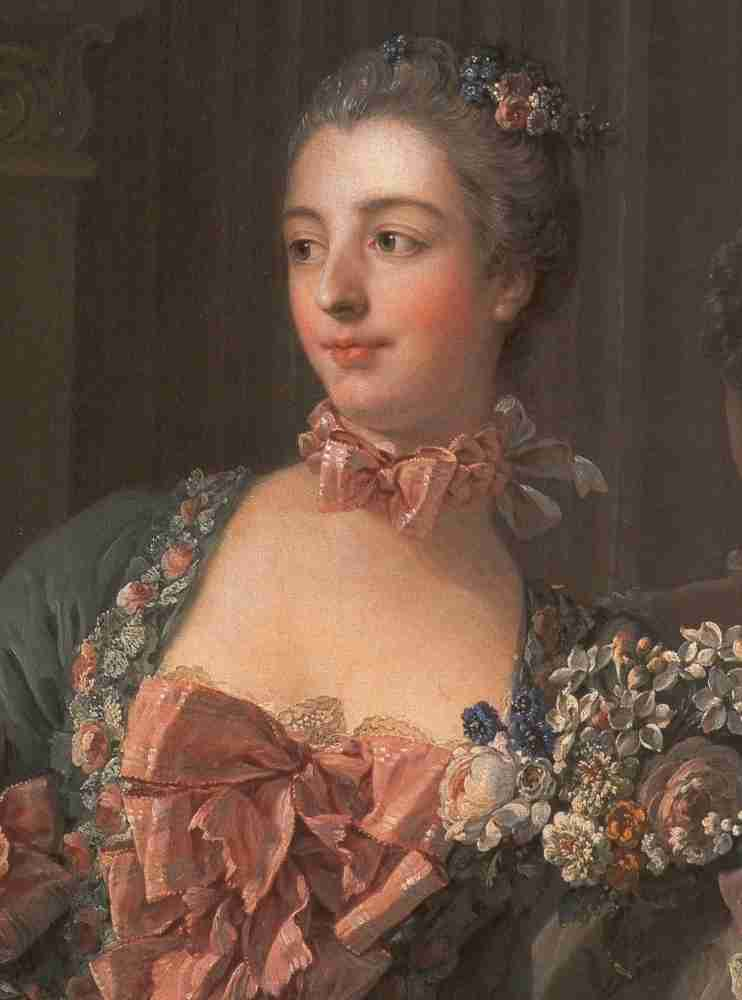
Madame de Pompadour, 1756.

### Friseur von Madame de Pompadour
Als Madame de Pompadour 1745 die Nachfolge der verstorbenen Herzogin von Châteauroux antrat, gewährte ihr der König auf ihr Verlangen alle Ehren und Privilegien ihrer Vorgängerin. Natürlich wollte die Pompadour entsprechend ihrem Rang auch den Friseur Dagé in ihren Dienst stellen. Der aber zierte sich. Manche behaupten, er habe sich über den bürgerlichen Stand der Pompadour mokiert, offiziell ließ Dagé verlauten, er werde schon jetzt von seinen vielen Kundinnen belagert, seine Pferde liefen bereits auf dem Zahnfleisch und er selbst breche unter der Last seiner Arbeit zusammen. Kurzum, Ludwig XV. musste den „Fürsten der Friseure“ persönlich bitten, sich seiner Geliebten dienstbar zu erweisen.
Bei der ersten Sitzung fragte die Pompadour ihren Friseur Dagé, im Bewusstsein ihres Siegs über den Widerspenstigen, wie er es zu einem so hohen Renommee und einer so großen Beliebtheit gebracht habe. Der antwortete arrogant: „Ist das ein Wunder, … ich frisierte doch die Andere“ (die Herzogin von Châteauroux). Dagés Bonmot machte die Runde, und die hohen Damen des Hofs, soweit sie der Pompadour nicht wohlgesinnt waren, nannten diese fortan „Madame celle-ci“ (Frau Diese-da).
Madame de Pompadour, Dagés prominenteste Kundin, starb 1764. Es ist nicht bekannt, wie lange Dagé seinen Dienst als Friseur der Pompadour ausübte und wie lange er lebte.

### Nachfolger
Frison, Friseur der Königin Maria Leszczyńska, und Dagé, Friseur von zwei Mätressen König Ludwigs XV., waren die ersten prominenten Damenfriseure in Frankreich. Zur nächsten Generation der Starfriseure gehörten Legros de Rumigny, Autor eines Frisurenbuchs und Gründer einer Friseurakademie, und die Friseure der Königin Marie-Antoinette, Larseneur und sein Nachfolger Léonard Autié. Autié und die Modistin Rose Bertin, eine der wenigen prominenten Friseusen, wurden vor allem bekannt durch ihre Turmfrisuren.

### Leben
- Eugène Louis Guérin: La princesse Lamballe et madame de Polignac, Band 1. Paris : Charles Lachapelle, 1845, Seite 51–53, pdf, Ausgabe 1858.
- Edmond et Jules de Goncourt: La femme au dix-huitieme siecle. Paris : Firmin Diderot, 1862, Seite 304–305, pdf.
- Georges Touchard-Lafosse: Chroniques pittoresques et critiques de l’oeil de boeuf des petits appartements de la cour et des salons de Paris, sous Louis XIV, la Régence, LouisXV et Louis XVI. Seconde Édition, Tome 6, Paris : Gustave Barba, 1832, Seite 123–124 (Dagé, héros de la papillote), pdf.
- Marie de Villermont: Histoire de la coiffure féminine. Brüssel : Ad. Mertens, 1891, Seite 681, pdf.

### Sonstiges
- M. W. Duckett (Herausgeber): Dictionnaire de la conversation et de la lecture : inventaire raisonné des notions générales les plus indispensables à tous, par une société de savants et de gens de lettres, Seconde Édition, Tome 6. Paris, 1867, Seite 1–2, pdf.
- Joly de Fleury: Réponses aux objections pour les coëffeurs des dames contre les Maîtres Barbiers & perruquiers. Paris : Knapen & Delaguette, 1769, pdf.
- Étienne-Léon de Lamothe-Langon: Mémoires de Mademoiselle Quinault ainée, Band 2. Paris : Allardin, 1836, Seite 130–131, pdf.